# Sinoderces
Genre
Sinoderces est un genre d'araignées aranéomorphes de la famille des Psilodercidae.

## Distribution
Les espèces de ce genre se rencontrent en Chine, au Laos et en Thaïlande.

## Liste des espèces
Selon World Spider Catalog (version 20.5, 16/11/2019) :
- Sinoderces aiensis Li & Li, 2019
- Sinoderces dewaroopensis Li & Li, 2019
- Sinoderces exilis (Wang & Li, 2013)
- Sinoderces khanensis Li & Li, 2019
- Sinoderces kieoensis Li & Li, 2019
- Sinoderces luohanensis Li & Li, 2019
- Sinoderces nawanensis Li & Li, 2017
- Sinoderces phathaoensis Li & Li, 2019
- Sinoderces saraburiensis Li & Li, 2019
- Sinoderces taichi Li & Li, 2019
- Sinoderces wenshanensis Li & Li, 2019
- Sinoderces xueae Li & Li, 2019

## Publication originale
- Liu, Li, Li & Zheng, 2017 : Five new genera of the subfamily Psilodercinae (Araneae: Ochyroceratidae) from Southeast Asia. Zoological Systematics vol. 42, no 4, p. 395-417.